# 7379 Naoyaimae
7379 Naoyaimae este un asteroid din centura principală, descoperit pe 1 martie 1981, de Schelte Bus.